# Дніпро (журнал)

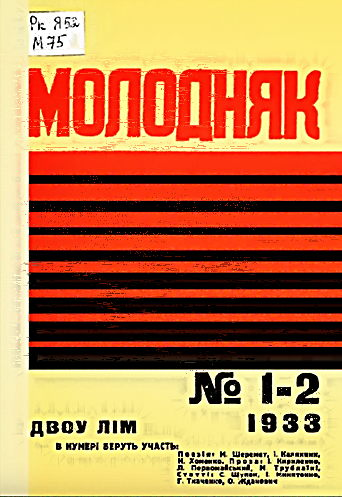
Журнал «Молодняк» у 1933 році.

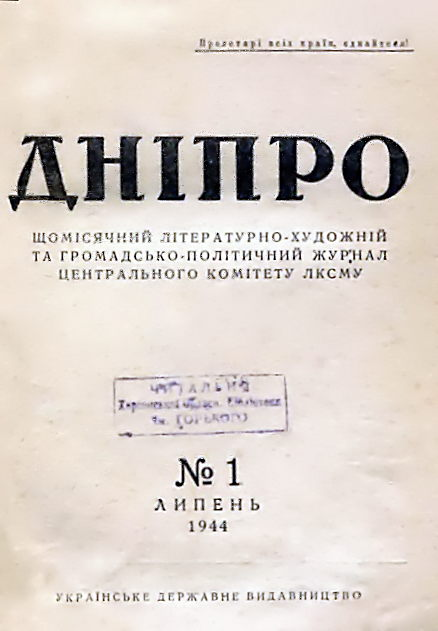
Перший номер журналу «Дніпро» 1944 року

Журнал у 1965 році

Журнал у 1968 році.

«Дніпро́» — щомісячний читацький літературно-художній журнал. Станом на 2018 рік належав до україномовних літературних журналів разом із часописами «Березіль», «Дзвін», «Київ», «Буковинський журнал» та «Кур'єр Кривбасу».

## Історія
У 1927 році в Харкові почав виходити журнал під назвою «Молодняк». Засновник — ЦК ЛКСМУ, першими редакторами були Анатоль Крижаний з Іваном Шевченком та Савою Божком.
З 1935 року видається в Києві. У 1937 році перейменований на «Молодий більшовик». У 1944 році отримав свою загальновідому назву — «Дніпро», перше число якого датоване липнем 1944 року. Відповідальним редактором журналу в 1944-1947 роках був Андрій Малишко.
Справжню славу журнал здобув у 1960-х роках. У ті часи на його сторінках публікувалися твори Ліни Костенко, Івана Драча, Бориса Олійника, Івана Світличного, Івана Дзюби, Григора Тютюнника, Флоріана Мілевського, Володимира Дрозда — тих, хто за свої переконання зазнав утисків і репресій, але був вірним своїм ідеям.
У різні роки головними (відповідальними) редакторами журналу були: Павло Усенко, Андрій Малишко, Олександр Підсуха, Дмитро Ткач, І. Стативка, Юрій Мушкетик, Володимир Бровченко, Володимир Коломієць. Також серед редакторів — три Герої України: Микола Руденко, Борис Олійник, Юрій Мушкетик.
У 1984 р. — головним редактором редакції журналу «Дніпро» стає відомий український поет-пісняр, письменник, лауреат багатьох всеукраїнських і міжнародних мистецьких премій Микола Володимирович Луків.
З 1990 р. видається за підтримки Українського фонду культури.
У 1994 році редакція журналу «Дніпро» видає чотиритомну хрестоматію «Українське Слово», до якої ввійшли твори української літератури та критики XX століття. 2008 року київський поет Євген Юхниця допоміг редакції журналу «Дніпро» з успіхом залишитися на плаву, ставши шеф-редактором.
З 2009 року часопис видається товариством з обмеженою відповідальністю «Редакція журналу „Дніпро“».
Нині журнал «Дніпро» — часопис української літератури XX—XXI століття. Упродовж усієї своєї історії він позиціонував себе як молодіжне видання. Така редакційна політика журналу залишилася й до сьогодні. Він першим в Україні змінив погляд на формат літературної періодики.

## Спеціалізація видання
Журнал орієнтується на смаки сучасного читача. У ньому представлено такі рубрики:
- проза українською (фантастика, містика, неймовірні любовні історії, еротика, пригодницькі матеріали, детективи, гумор);
- проза російською (російська проза, російська поетика);
- сучасна поезія (проводяться поетичні конкурси, спонукаючи поетів шукати нові несподівані теми);
- драма (сучасні українські п'єси, а також статті, що висвітлюють найновіші тенденції театрального процесу України; інтерв'ю з відомими драматургами, режисерами і акторами; статті, присвячені теорії драми, жанровій класифікації, та огляди поточних театральних фестивалів);
- молодняк (історія становлення не лише самого часопису, а й усієї багатої української літературної спадщини, цікаві історичні випадки, описи життя видатних митців, поетів, письменників України);
- критика (огляди літературних конкурсів, аналітичні статті різноманітного спрямування, проблемні нариси, аналіз одного з художніх творів, опублікованих в журналі);
- до ВУС (дотепні та вдалі українські синоніми);
- нобелівка (творчість найкращих митців світової літератури).

## Автори та твори журналу
Журнал «Дніпро» надає можливість реалізувати творчий потенціал і заявити про себе на літературному просторі.
Сьогодні часопис публікує твори видатних сучасників і молодих письменників, таких як: О. Ірванець (критика «Діти капітана Гранта»), Б. Олійник, О. Забужко (вірш «Офсайт» тощо, М. Кідрук (оповідання «Клас-сіті», «Моє перше кульове поранення»), Валерій та Наталя Лапікури (детективи із серії «Інспектор і кава»), І. Павлюк (роман «Резервація» («Вакуум»)), А. Кокотюха (критична стаття «Україна у пошуках детективу»), фантаст Олексій Тимошенко (оповідання «Художник»).
Свого часу саме в журналі «Дніпро» друкували свої поезії Павло Тичина, Максим Рильський, Андрій Малишко. Тут уперше було опубліковано повість «Молодість» О. Бойченка, роман «Народжені бурею» М. Островського (українською мовою). «Дніпро» вміщував твори В. Сосюри, А. Головка, П. Панча, М. Бажана, В. Собка, О. Донченка, В. Земляка. На сторінках журналу виступали О. Гончар, Ю. Збанацький, І. Драч, друкувалися М. Вінграновський, Є. Гуцало, Б. Комар, Б. Олійник, В. Дрозд тощо.
Також авторами журналу були І. Сенченко, Микола Руденко, Михайло Гірник, В. Кучер, В. Земляк, М. Нагнибіда, К. Журба, Павло Загребельний, В. Ткаченко, В. Бабляк, А. Хорунжий, А. Дімаров, В. Чуйко.
У «Дніпрі» надруковано неопубліковані в часи репресій 1920—1930 років та застою кінця 1960 — початку 1980-х твори українських радянських письменників: повість «Любов і Хрещатик» І. Сенченка, віршовану трагікомедію «Змова в Києві» Є. Плужника, п'єсу «Архітектор Шалько» Я. Мамонтова, поезія В. Сосюри, В. Мисика, Б. Антоненка-Давидовича, В. Стуса, щоденники О. Довженка, В. Симоненка.
У журналі надруковано роман «Жива вода» Юрія Яновського, повість «Земля гуде», есе «Чарівник слова» Олеся Гончара, кіноповість «Поема про море» Олександра Довженка, роман «Волинь» Б. Харчука, уривки із щоденника «Думи мої, думи мої» Остапа Вишні, нарис «Молодість іде вперед» Г. Снєгірьова, а також поезії Ліни Костенко, Василя Симоненка, Б. Олійника, М. Клименка, В. Лучука, Р. Братуня тощо.
Уміщено дослідження Д. Яворницького про І. Сірка, статті Симона Петлюри, праці «Відродження нації» В. Винниченка, «Некрополь України» і «Історію русів» М. Кутинського, «Автобіографію» М. Костомарова тощо., твори письменників української діаспори.
У «Дніпрі» уперше опублікував усі свої літературні твори Олександр Довженко, який до останніх днів співпрацював із журналом. «Дніпро» випустив у світ останній роман Михайла Стельмаха «Чотири броди», який висвітлив події голодомору 32 — 33-го рр.
Письменники, які були репресовані і чиї імена призабуті, що творили за межами України, але українською мовою — Олена Теліга, Іван Багряний (романи «Сад Гетсиманський», «Тигролови» та «Людина біжить над прірвою»), Улас Самчук (роман «Волинь», спогади «На білому коні»), Євген Маланюк, Юрій Клен, Л. Мосендз, Василь Барка і багато інших були повернені Україні «Дніпром».
За підсумками публікацій у журналі було видано чотиритомну хрестоматію української літератури й літературної критики XX століття «Українське слово» загальним тиражем 600 тисяч примірників, яка була розіслана в бібліотеки шкіл і вишів України.

## Літературна критика
Наприкінці 50-х — у 60-ті роки з'являються статті Івана Дзюби, В. Іванисенка, Івана Світличного, які оглядали поточний літературний процес, творчість окремих письменників. Цікава дискусія відбулася на сторінках журналу між І. Дзюбою, М. Стельмахом та І. Бойчаком навколо творчості В. Земляка.
У 1980–1990-ті роки «Дніпро» друкує статті В. Фащенка, Лади Федоровської, Г. Гордасевич, В. Базилевського, В. Яременка, П. Яковенка, М. Шалати, В. Чуйка тощо. Опублікував праці В. Коваля «Собор» і навколо нього…", «Справа Василя Захарченка», «Давайте поговоримо відверто…», «Справа В. Іванисенка». Видрукував статтю «Феномен доби» В. Стуса, його вірші «З таборового зошита», неопубліковані твори В. Симоненка, поему з архіву КДБ «Атомний цвинтар» М. Руденка.

## Ілюстрації
У журналі вміщено ілюстрації та репродукції з творів художників І. Остафійчука, І. Марчука, А. Антонюка, М. Дахна, В. Лопати тощо.
У 2010 році журнал став повнокольоровим, ілюстрованим і відкрив нові перспективи й можливості для подачі художнього тексту, ставши орієнтованим на смаки сучасного читача.

## Премії, конкурси
Низки творів, уперше опублікованих у журналі, згодом було відзначено Ленінською премією («Поема про море» О. Довженка), Державною премією УРСР ім. Т. Г. Шевченка (роман «Чотири броди» В. Стельмаха, дилогія «Лебедина зграя» та «Зелені млини» В. Земляка).
У 1977 р. журнал був нагороджений орденом «Знак пошани».
У 1982 р. постановою секретаріату ЦК ЛКСМУ встановлено премію ім. А. Малишка, яку присуджують за найкращі твори актуальної громадянської тематики, опубліковані на сторінках журналу «Дніпро».